# マルトノマ大学
マルトノマ大学（マルトノマだいがく, Multnomah College）は、かつてアメリカ合衆国オレゴン州ポートランドに存在した大学。アメリカ合衆国の太平洋岸北西部では最古の公認2年制大学で、1897年にキリスト教青年会の教育機関としてポートランドのダウンタウンで開学した。1969年にポートランド大学に吸収された。

## 吸収
1969年4月の時点で、国外からの学生140人を含む750人の学生がフルタイムで在籍し、近代的なマルトノマ・ビルディングを含む5つの建物で、50人の教員が教鞭を執っていた。
  マルトノマ大学は優れた工学プログラムで知られ、ポートランド大学は合併に伴い、同大学の工学部を「マルトノマ工学部 Multnomah School of Engineering」に改称した。当時ポートランド大学の学長だったポール・E・ワルトシュミットはこの合併計画について「機関と資源の合併であり、決して単なる教員と学生の合併ではない」と述べた。  マルトノマ大学の学長だったジョン・S・グリフィスはポートランド大学上級副学長に就任した。グリフィスは報道で、「マルトノマ大学の使命はオレゴン州のコミュニティ・カレッジ機構の発展により達成された」と述べた。

### 歴史的に重要な写真
- マルトノマ大学対オレゴン大学のフットボールの試合（1910年） オレゴン大学図書館